# اونیر تلکام
اونیر تلکام (انگلیسی: Avenir Telecom) شرکت مخابرات فرانسوی است، که در سال ۱۹۸۹ تأسیس شد.